# Hymn 2000
Hymn 2000 è un brano scritto ed interpretato da Elton John. Il testo è di Bernie Taupin.

## Struttura del brano
Proveniente dall'album Empty Sky del 1969, non è mai stata eseguita live; mette in evidenza ancora una volta Elton al pianoforte e all'organo, Caleb Quaye alla chitarra acustica e Tony Murray al basso. Manca la batteria; il ritmo viene però scandito dal tamburino di Roger Pope. Sorprendentemente, fischiando, è presente anche Clive Franks. Il brano viene aperto dal flauto suonato da Don Fay, che conferisce al pezzo un'impronta folk. È possibile ascoltare il flauto per tutta la durata di Hymn 2000.

## Significato del testo
Il testo è estremamente ermetico, uno dei più enigmatici e misteriosi mai scritti da Bernie Taupin. Tutt'oggi l'effettivo significato è sconosciuto e restano aperte diverse soluzioni. Il titolo potrebbe riferirsi alla melodia, un inno, e non trattare quindi l'argomento del brano. In ogni caso, una delle maggiori ispirazioni di Elton e Bernie risultava essere Bob Dylan: nel testo potrebbero esserci delle tracce.
On the main street of the sea»

## Musicisti
- Elton John - pianoforte, organo, voce
- Caleb Quaye - chitarra
- Tony Murray - basso
- Roger Pope - tamburino
- Don Fay - flauto
- Clive Franks - fischio